# Abraham Alexander (Musiker)

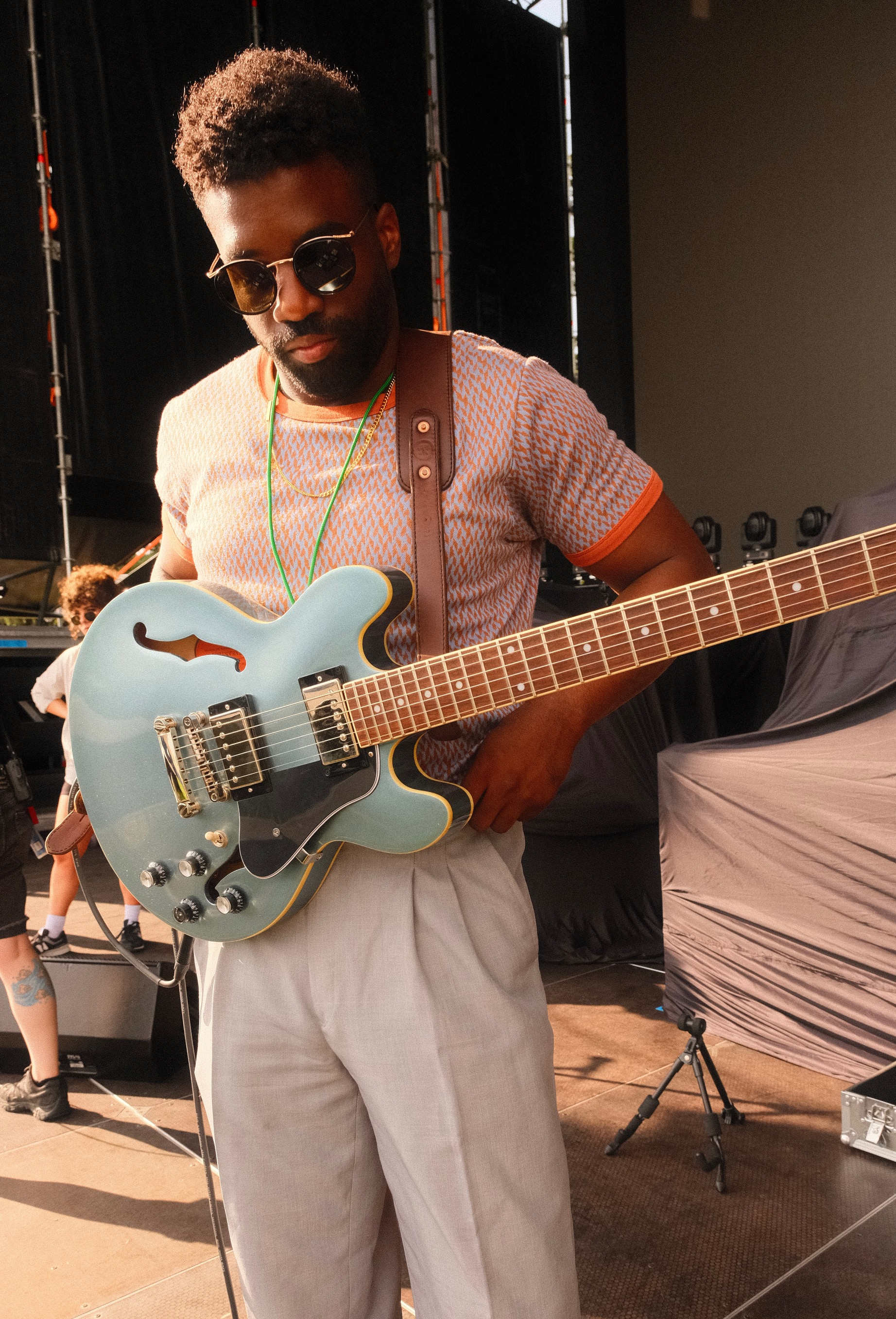
Abraham Alexander bei einem Konzert im April 2020

Abraham Alexander ist ein US-amerikanischer Musiker.

## Leben
Alexanders Eltern stammen aus Nigeria und flohen nach Griechenland, weshalb er in Athen geboren wurde. Mit 11 Jahren wanderte er mit seiner Familie nach Texas aus, um den rassistischen Spannungen im Land zu entfliehen. Nach einigen Jahren starb seine Mutter bei einem Autounfall, den ein alkoholisierter Fahrer verursacht hatte, woraufhin er in eine Pflegefamilie kam. Aufgrund hervorragender Leistungen im American Football erhielt er ein Stipendium an die Wesleyan University. Beim Sport zog er sich 2011 einen Kreuzbandriss zu, was seine Sportkarriere beendete. Während der Genesung schenkte ihm seine damalige Freundin eine Gitarre, was seine Musikleidenschaft begründete.

## Karriere
Im Jahr 2015 traf Alexander zufälligerweise auf den Sänger Leon Bridges, der ihn als Musiker engagierte. Danach trat er bei Open-Mic-Treffen auf und lernte 2017 den R&B-Sänger Ginuwine kennen, der ihm eine erste Show in Dallas vermittelte. Seine erste Single war ein Cover des gleichnamigen Songs Wicked Game von Chris Isaak und erschien 2019 mit weiteren Liedern als EP. Im Juni 2022 brachte er zusammen mit Kevin Kaarl die Single Summer Moon in Anlehnung an ihr Lieblingscafé in Fort Worth heraus.
Im April 2023 erschien sein erstes Album SEA/SONS bei Dualtone Records, das er zusammen mit Matt Pence und Brad Cook aufgenommen hatte. Das Album stieg auf Platz 42 der aktuellen Billboard-Charts ein und wurde allgemein gelobt. Mit einigen der Lieder trat er in der Fernsehsendung „CBS Saturday Morning“ auf. Bereits im Mai unterschrieb er einen Vertrag mit dem Label Gibson Marquee.
Zusammen mit Adrian Quesada schrieb er 2023 das Lied Like a Bird, das er auch für den Film Sing Sing von Regisseur Greg Kwedar einspielte. Hierfür erhielten sie eine Oscar-Nominierung in der Kategorie Bester Filmsong.
Alexander trat bei verschiedenen Musikfestivals auf, zum Beispiel Bonnaroo Music Festival, Newport Folk Festival oder Austin City Limits Festival.
Im Sommer 2025 wurde Alexander Mitglied der Academy of Motion Picture Arts and Sciences.

## Diskografie
Singles
- Wicked Game, Lovers Game, Stay, 2019.
- Stay (feat. Gary Clark Jr.), Heart of Gold, 2022.
- Tears Run Dry, Bring it On Home To Me, 2023.
- Like a Bird, Where We Are, 2024.

EPs
- Abraham Alexander, 2019.
- Electric Deluxe Session, 2023.

Album
- SEA/SONS, 2023.

## Auszeichnungen (Auswahl)
- 2025: CIC-Award-Nominierung in der Kategorie Bester Originalsong für Like a Bird aus Sing Sing
- 2025: GMS-Award-Nominierung in der Kategorie Bester Filmsong für Like a Bird aus Sing Sing
- 2025: Black-Reel-Award-Nominierung in der Kategorie Bester Filmsong für Like a Bird aus Sing Sing
- 2025: Oscar-Nominierung in der Kategorie Bester Filmsong für Like a Bird aus Sing Sing